# Rineloricaria konopickyi
Rineloricaria konopickyi är en fiskart som först beskrevs av Steindachner, 1879.  Rineloricaria konopickyi ingår i släktet Rineloricaria och familjen Loricariidae. Inga underarter finns listade i Catalogue of Life.